# Plan (rédaction)
 (avril 2019).
 (avril 2019).
- Si vous ne connaissez pas le sujet, laissez ce bandeau (vous pouvez alors contacter les auteurs).
- Si vous supprimez le contenu mis en cause (vous pouvez préalablement contacter les auteurs),

argumentez précisément cette suppression dans la page de discussion
(un manque de référence n'est pas un argument ; une recherche réelle de référence doit avoir été effectuée, être formellement documentée).
Pour les articles homonymes, voir Plan.
Le plan d'un texte rédigé est la déclinaison de sa structure qui peut se faire, soit de façon ramassée  (le sommaire), soit de façon détaillée (la table des matières). Dans la rédaction du texte lui-même, les paragraphes introductifs énoncent les plans des sections ou paragraphes à venir. il s'agit de l'ensemble des parties du texte, leur articulation entre elles, c'est-à-dire leur relation qui conduit à une logique, une cohérence interne. Généralement, un plan représente la manière dont le contenu d'un texte produit une argumentation, ou une démonstration logique. 

## Définition et méthodologie générales
Un texte se définit, notamment, par sa structure, ou son découpage en différentes parties : le plan du texte est la logique qui préside à l'articulation de ces parties entre elles, afin que le texte soit cohérent. Le plan est donc la structure du contenu du texte, selon une logique démonstrative ou argumentative. Mais plutôt que d'évoquer une structure figée, on préfère parfois parler de mouvement des idées contenues dans le texte, ou encore d' 'organisation des parties du texte,, afin de montrer qu'une démonstration ou une argumentation - textuelle - relève d'une dynamique intellectuelle.
On peut comparer le plan au sommaire d'un ouvrage. Toutefois, lorsque l'on demande dans un exercice scolaire (par exemple, dans l'introduction d'une dissertation, d'une composition…), de présenter le plan, le sommaire ne suffit généralement pas, il faut expliquer brièvement le contenu de chaque partie en articulant le plan de manière rédigée et explicative, et en montrer la logique sous-jacente. Sans devenir trop analytique, il convient d'expliquer où veut-on en venir en suivant le plan choisi.
De manière générale, le plan doit répondre de manière cohérente à la problématique traitée. Ainsi, il doit être pertinent vis-à-vis de la question formulée (ou reformulée) qui constitue le sujet de la composition.
Enfin, lors d'un exposé oral (ou d'une conférence), le plan organise les étapes de l'exposé, il doit être clairement indiqué (on a souvent recours à une projection visuelle) aux auditeurs afin qu'ils puissent suivre sans difficulté l'exposé et se repérer dans le propos de l'orateur.

## Le plan de composition dans différentes disciplines

### En français, en lettres et en philosophie
Plusieurs types de plans sont possibles, les quatre modèles les plus utilisés sont : le plan d'exposition, le plan dialectique, le plan critique et le plan analytique, mais d'autres modèles sont possibles.
- le plan d'exposition consiste à traiter des différents aspects d'une œuvre ou d'un auteur, c'est un plan thématique (partie 1 : aspect/thème 1, partie 2 : aspect/thème 2, , etc.). Il convient assez bien pour un exposé oral, ou pour traiter de l'œuvre d'un écrivain ou d'un philosophe.
- le plan dialectique consiste à exposer deux thèses contradictoires et à examiner la pertinence des arguments en faveur de chacune de ces thèses.
- le plan critique consiste à adopter une position précise sur une question : il convint alors d'examiner en premier lieu une opinion commune, puis de la critiquer en second lieu, avant de proposer en troisième partie une opinion plus pertinente. La conclusion pourra examiner les avantages qu'apporte cette nouvelle opinion dans la réflexion sur le sujet de la composition.
- le plan analytique, enfin, consiste à examiner les éléments d'un problème pour le comprendre sous toutes ses facettes afin d'y apporter une solution : on analysera premièrement la nature du problème, ses éléments constitutifs, ses effets visibles (sur la société ou sur la vie quotidienne, par exemple, s'il s'agit d'un problème social évoqué dans l'œuvre de Zola), on recherchera ensuite ses causes et ses conséquences profondes, et enfin, dans une troisième partie, on présentera les réponses, ou solutions, possibles.

### En histoire et géographie
Le plan doit répondre à la problématique qui aura été définie à partir du sujet de la composition,.
Là encore, on peut trouver quatre modèles classiques de plans, qui ne sont pas restrictifs - d'autres sont possibles- : Le plan analytique thématique, le plan analytique Fait - Causes - Conséquences ou Limites, Le plan antithétique, le plan chronologique.
- Le plan analytique thématique consiste à additionner des arguments, articulés de manière logiques, développant la démonstration que le rédacteur veut argumenter.
- le plan analytique Fait - Causes - Conséquences ou Limites, consiste à mettre en évidence les relations de causes à effets, les explications d'un phénomène. Ce qui importe, c'est le pourquoi. Il est très utile pour les questions pointues dans la mesure où il permet de développer des raisonnements étendus, et convient bien aux compositions de Géographie.
- le plan antithétique (en 2 parties) : il correspond au plan dialectique, vu précédemment.
- le plan chronologique (en 3 parties) : c'est le plan type des devoirs d'Histoire, en particulier lorsque le sujet porte sur une longue période. Il permet de mettre en évidence une évolution, des changements dans la durée.

### En mathématiques et dans les autres disciplines scientifiques
On demande très rarement aux élèves du secondaire des exercices de type composition dans ces disciplines - excepté peut-être en sciences naturelles dans le cas d'exposés oraux, ou lors de TPE -, pourtant, il est à noter que les ouvrages scientifiques, universitaires ou autres, obéissent bien à des plans (il suffit pour cela de consulter le sommaire ou la table des matières de tels ouvrages - voir également Structure des articles scientifiques pour en apprendre davantage sur IMRAD dans les articles connexes).

## Exemple
On demande souvent, dans l'introduction d'une composition, d'indiquer le plan de celle-ci., ce que l'on appelle généralement annoncer le plan. Cette annonce du plan, doit intervenir après avoir défini le sujet du travail et sa problématique, puisqu'il est censé y répondre.
Il est fortement déconseillé de l'exprimer ainsi « en première partie, nous verrons (…) en deuxième partie, nous étudierons (…) enfin en conclusion, nous examinerons (…) » car cela donne un rendu artificiel. Il faut préférer une expression plus naturelle. Prenons pour hypothèse l'exemple du sujet suivant : « La condition d'employée dans la grande distribution naissante à la fin du XIXe siècle, dans l'œuvre Au Bonheur des Dames de Zola :
La problématique pourrait être, par exemple : quels sont les effets des transformations du monde des affaires sur la condition des employées, repérés et décrits par Zola, qui ont influencé notre société actuelle ?
Un plan possible pour répondre à cette problématique pourrait être :
Ces effets se font d'abord sentir dans les conditions de travail elles-mêmes, que nous examinerons en premier lieu, avant de nous attacher en second lieu à leurs conséquences sur la vie sociale, familiale et privée des employées. Évidemment, ces effets sont liés à de multiples facteurs en amont qui organisent le travail, le commerce, et les changements économiques profonds de l'époque, que nous nous attarderons à examiner ensuite. Enfin, notre propos se conclura par l'étude comparative de ces conditions avec celles dont nous dépendons aujourd'hui, afin de comprendre leurs liens à travers leur époque et la nôtre ».